# 亚历克斯·威尔逊 (1990年)
亚历克斯·威尔逊（英語：Alex Wilson，1990年9月19日—）出生于牙买加京斯敦，是一名代表瑞士参赛的男子短跑运动员。他曾参加2012年伦敦奥运，结果在男子200米项目上以20秒85的成绩排名半决赛小组第7名，无缘决赛。